# Gerbillus maghrebi
Gerbillus maghrebi är en däggdjursart som beskrevs av Duane A. Schlitter och Henry W. Setzer 1972. Gerbillus maghrebi ingår i släktet Gerbillus, och familjen råttdjur. Inga underarter finns listade.

## Beskrivning
En förhållandevis kraftigt byggd ökenråtta med tämligen kort, brungul päls på ovansidan, som blir litet mörkare mot huvudet. Buken har beige päls, ofta med ett skärt inslag. Längden är mellan 21 och 23 cm, inklusive den 10 till 11 cm långa svansen. Vikten varierar mellan 35 och 60 g.

## Ekologi
Gerbillus maghrebi lever i områden med gräs- och buskvegetation på ler- och klippgrund, gärna i förhållandevis torra områden. Den kan förekomma i övergiven åkermark, men undviker aktivt brukade fält och skogsbygder.
En upphittad hona var dräktig med åtta ungar. Arten jagas av ugglor och av andra rovlevande djur.

## Utbredning
Arten är relativt vanligt förekommande i norra Marocko.

## Status
IUCN kategoriserar arten globalt som livskraftig ("LC"). Arten var tidigare klassificerad som sårbar ("VU"), men man har kunnat konstatera att utbredningsområdet är större än vad man tidigare hade trott.